# Gelati
Samostan Gelati (gruzijski: გელათი) je samostanski kompleks u blizini gruzijskog grada Kutaisi. Kompleks čini Gospina crkva, remek-djelo srednjovjekovne iberijske arhitekture iz 1106. godine, te crkve Sv. Jurja i sv. Nikole iz 13. stoljeća. One su primjer vrhunca gruzijske srednjovjekovne arhitekture, zbog čega je samostan gelati, zajedno s obližnjom Katedralom Bagrati, upisan na UNESCO-ov popis mjesta svjetske baštine u Aziji i Oceaniji 1994. godine.
Samostan je završen za vladavine Demetra I., sina kralja Davida Graditelja, 1130. godine, izgradnjom Gospine crkve. Kasnije su dodavane građevine u 13. i 14. stoljeću, između vremena strane vladavine i invazija, pri kojima su oštećene stare građevine. Najteže oštećenje samostan je pretrpio u požaru 1510. godine prilikom invazije Osmanlija. Obnovljen je u 16. stoljeću kada je postao katolikos (vjersko središte) zapadne Gruzije, sve do 19. stoljeća kada je Gruzija anektirana u Rusko Carstvo.
Samostan Gelati je dugo bio kulturno i intelektualno središte Gruzije. Njezina Akademija iz 12. stoljeća je bila mjesto gdje su djelovali mnogi gruzijski teolozi, znanstvenici i filozofi, koji su prije djelovali u mnogim pravoslavnim manastirima u inozemstvu (poput Manganske akademije u Carigradu). Zbog utjecaja ovog središta, samostan je bio poznat kao "Nova Helada" ili "Drugi Atos".
U samostanu su sačuvane značajne freske i iluminirani rukopisi od 12. do 17. stoljeća, te velika zlatna ikona poznata kao "Hahuli triptih" (8. – 12. st.) koji je danas u Gruzijskom muzeju umjetnosti u Tbilisiju.
U samostanu su također sahranjeni najveći gruzijski kraljevi, od Davida Graditelja (prvog pokrovitelja samostana, vladao od 1089. – 1125.) do kraja Gruzijskog kraljevstva u 19. stoljeću.
Zbog nepridržavanja izvornog oblika Gospine katedrale pri njezinoj obnovi, UNESCO ju je smjestio na popis ugroženih mjesta svjetske baštine i razmatra njezino uklanjanje s popisa svjetske batine

## Odlike
Samostanski kompleks je okružen zidinama i u njega se ulazi s istoka, dok se nekada ulazilo kroz južni trijem na kojem se nalazi grobnica osnivača samostana, kralja Davida Graditelja. U središtu samostana je katolikon (glavna crkva) Gospina katedrala, dok su na njezinoj zapadnoj strani Crkva sv. Jurja i crkva sv. Nikola, a iza nje je slvna Akademija.
Masa Gospine katedrale je izvana prekrivena dekorativnim arkadama koje naglašavaju njezinu vertikalnost. Unutrašnjost, koja je nadvođena velikom kupolom, je svečani prostor koji osvjetljavaju mnogi manji prozori. Ulaskom kroz zapadni portal pozornost privlači veliki mozaik u oltarnoj apsidi iz 12. stoljeća koji prikazuje Gospu s Djetetom i anđele na zlatnoj pozadini. Freske koje prekrivaju druge zidove su iz kasnijih razdoblja, a prikazuju razne biblijske prizore i povijesne osobe, poput pripadnika dinstije njezina pokrovitelja - Bagrationi. Ispred crkve se nalazi maleni kameni baldahin iz 12. stoljeća, izgrađen iznad izvora. U 13. stoljeću mu je dodan otvoreni lučni zvonik.
Crkva sv. Jurja je visoka građevina s kupolom iz 13. stoljeća s tri radijalne apside. Kupola počiva na dva masivna stuba i kutovima apside, a iznutra je snažno osvijetljena mnogim prozorima. U njoj se nalaze ostaci izvornih freski na zapadnom zidu, dok su ostale iz 16. stoljeća.
Dvokatna Crkva sv. Nikole s kraja 13. stoljeća ima neobičan plan koji je sa svih strana otvorena arkadama. Na drugom katu se nalazi mala višekutna crkva s kupolom do koje se dolazi vanjskim kamenim stubištem.
Akademija iz 13. stoljeća je velika građevina osvijetljena velikim lučnim prozorima. Njezin dekorativni trijem je dodan u 14. stoljeću na mjestu izvorna tri ulaza. Unutarnji zidovi sadrže izvorne slike i kamene klupe.
- Crkva sv. Jurja
- Crkva sv. Nikole
- Zvonik
- Katedrala Male Gospe
- Portal u katedrali
- Freske u katedrali
- Freske u katedrali
- Unutrašnjost Gospine katedrale
- Mozaik u apsidi katedrale

## Poveznice
- Mcheta

## Vanjske poveznice
- Fotografije samostana Gelati  Arhivirana inačica izvorne stranice od 24. siječnja 2011. (Wayback Machine) Posjećeno 14. ožujka 2011.